# Maria Serradell i Sureda
Maria Serradell i Sureda (Palamós, Baix Empordà, 1917 - Olot, Garrotxa, 1997) fou una fotògrafa catalana.
Aquesta fotògrafa professional era la filla del també fotògraf Màrius Serradell i Serra i de Laura Sureda i Averasturi. Màrius Serradell havia tingut un estudi fotogràfic a la població marinera de Palamós i es va traslladar a Olot a començament dels anys 1920. A la capital de la Garrotxa va obrir, primer, un estudi al carrer de Sant Rafael i, posteriorment, es va traslladar a la plaça Major. Maria Serradell va començar a afeccionar-se a la fotografia des de molt jove, de manera que a la mort del seu pare ella es va fer càrrec del negoci. Es dedicà a treballar un gran ventall de temes: paisatge, natura, vida social d'Olot, retrat i fotografia industrial. Mai no va presentar les fotografies a concursos ni a premis. El 1946 es va casar amb el mestre Àlvar Farré i Solé, amb qui va tenir cinc fills. La nissaga de la fotògrafa la continuà el seu fill Àlvar Farré, que va assumir la direcció del negoci a l'inici dels setanta, al mateix establiment de la plaça Major. Maria Serradell va continuar treballant a l'estudi mentre va ser propietat del fill.